# 杜比 (奧夫魯奇區)
51°27′35″N 28°16′55″E / 51.45972°N 28.28194°E
杜比（烏克蘭語：Дуби），是烏克蘭北部的村莊，隸屬日托米爾州的科羅斯滕區。該村面積0.07平方公里，海拔高度178米，2001年人口82，人口密度每平方公里1,188.41人。